# Wikifin
Wikifin is het programma voor financiële educatie van de Autoriteit voor Financiële Diensten en Markten (FSMA), de Belgische toezichthouder op de financiële markten. Met het in 2013 in het leven geroepen programma wordt beoogt onafhankelijke, betrouwbare en praktische informatie over diverse financiële onderwerpen, zoals budgetbeheer, sparen, beleggen en pensioenen aan te bieden. De website van Wikifin bevat praktische tools, zoals een vergelijkingstool voor spaarrekeningen en een 'IMMOsimulator'.
Wikifin is vergelijkbaar met de Nederlandse Nibud. Beide instellingen spelen een essentiële rol in hun respectieve landen op het gebied van financiële educatie. Waar Nibud dit als beleidsadviseur en publicatie-expert doet, zit Wikifin meer in op praktische educatie via interactieve initiatieven.